# Mar degli Alfuri

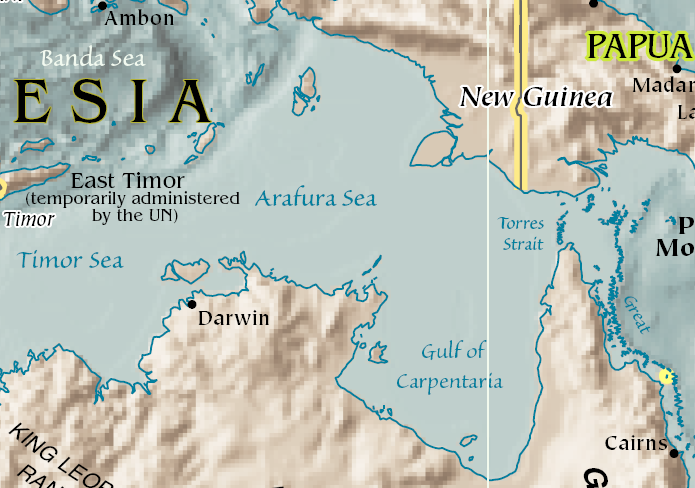
Mappa del mar degli Alfuri (Arafura Sea)

Il mare degli Alfuri o degli Arafura (indonesiano Laut Arafura) è una sezione dell'oceano Pacifico compresa tra le isole della Sonda, la Nuova Guinea e l'Australia settentrionale. Fa parte del Mediterraneo Australasiatico. Deve il suo nome al popolo degli Alfuri.

## Geografia
A ovest tramite il mar di Timor comunica con l'oceano Indiano. A est tramite lo stretto di Torres comunica con il mar dei Coralli. A sud comunica con il golfo di Carpentaria.
Si estende per circa 1290 km di lunghezza e 560 km di ampiezza per una superficie di circa 1 037 000 km². È un mare poco profondo con una profondità mediamente compresa tra i 50 e gli 80 metri. La profondità massima è di 3 652 metri. Nel settore settentrionale vi affiora l'arcipelago delle isole Aru (Kepulauan Aru), le isole più orientali delle Molucche, che fa parte politicamente dell'Indonesia. 
Il mar degli Arafura ha un ricco ecosistema marino e per promuoverne uno sviluppo sostenibile (assieme a quello del mar di Timor) è stato istituito nel 2002 l'organismo intergovernativo dell'Arafura and Timor Seas Expert Forum (ATSEF).